# Szkoła Wyższa Prawa i Dyplomacji w Gdyni
Szkoła Wyższa Prawa i Dyplomacji w Gdyni (SWPD) (do 2010 jako Wyższa Szkoła Międzynarodowych Stosunków Gospodarczych i Politycznych w Gdyni) – uczelnia niepubliczna z siedzibą w Gdyni, funkcjonująca w latach 1996–2013.

## Historia
Szkoła Wyższa Prawa i Dyplomacji w Gdyni powstała w 1996 roku jako Wyższa Szkoła Międzynarodowych Stosunków Gospodarczych i Politycznych i była niepubliczną uczelnią działającą w oparciu o ustawę z 27 lipca 2005 roku Prawo o szkolnictwie wyższym. Z dniem 1 lipca 2013 roku włączona w struktury Wyższej Szkoły Bankowej w Gdańsku jako Wydział Ekonomii i Zarządzania.

## Struktura
- Wydział Prawa
- Wydział Studiów Międzynarodowych
- Wydział Finansów i Zarządzania
- Wydział Informatyki
- Wydział Architektury i Sztuki

## Kształcenie
W ostatnim okresie swojej działalności Uczelnia prowadziła kształcenie na czterech kierunkach:
- Stosunki międzynarodowe
- Prawo
- Finanse i Zarządzanie
- Informatyka.

## Władze
Ostatnie władze Szkoły przed jej włączeniem do Wyższej Szkoły Bankowej w Gdańsku:
- Rektor: dr hab. Wojciech Lamentowicz
- Prorektor: prof. dr hab. Leszek Starosta.